# بلازما الدم

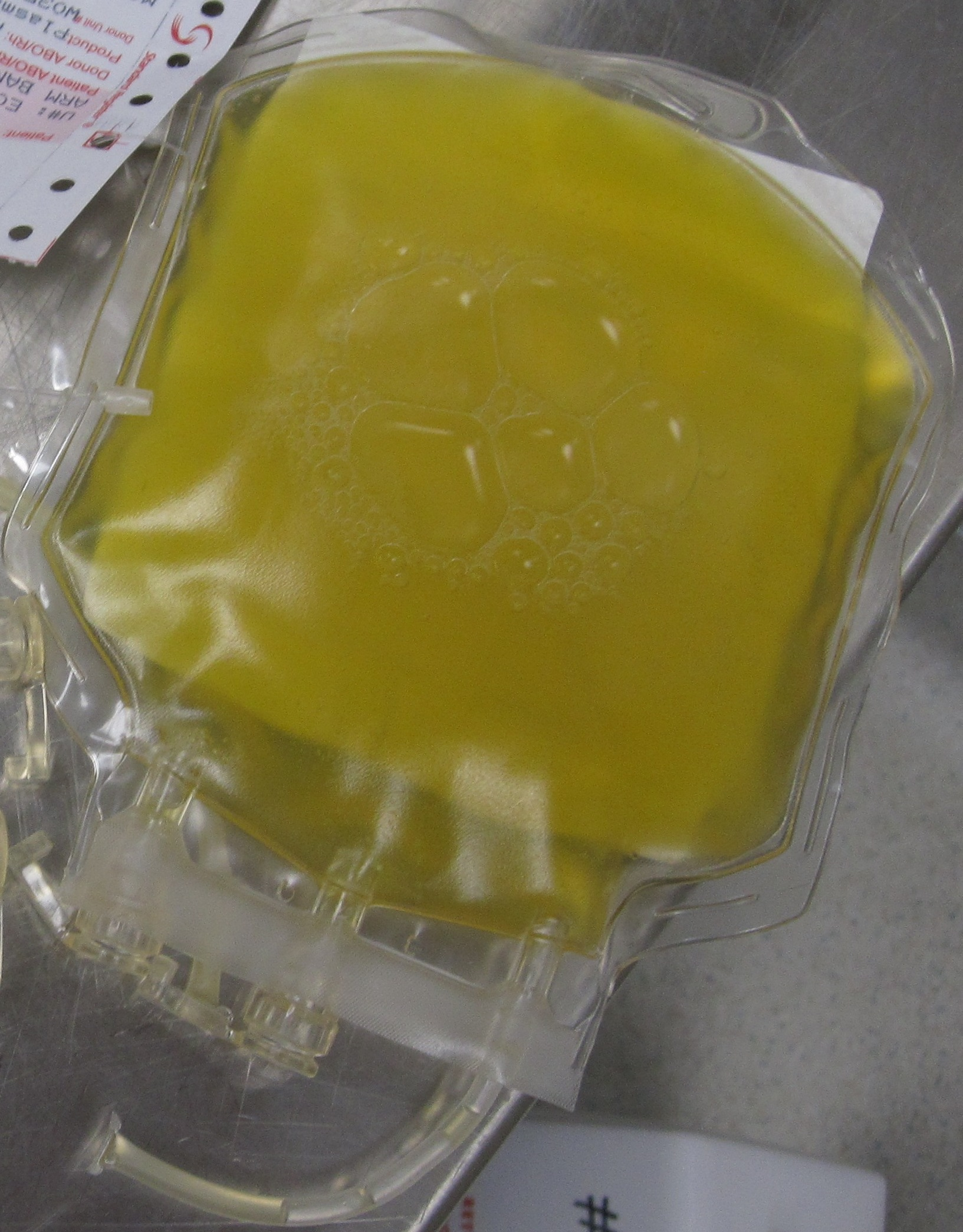
وحدة من البلازما المتجمدة المتبرع بها

بلازما الدم هو سائل خفيف في الدم بدون الخلايا الدموية، ولكنه يحتوي على البروتينات ومكونات الدم الكامل الأخرى بشكل معلق، تشكل حوالي 55% من إجمالي حجم الدم في الجسم. وهي الجزء داخل الأوعية الدموية من السائل خارج الخلوي (كل سوائل الجسم خارج الخلايا). تتكون في الغالب من الماء (تصل إلى 95% من حجمها)، وتحتوي على بروتينات مذابة مهمة (6-8%) (مثل ألبومين الدم، والغلوبيولين، والفيبرينوجين)، والغلوكوز، وعوامل التخثر، والكتروليتات (Na+، Ca+2، Mg+2، HCO3-، Cl-وغيرها)، وهرمونات، وثاني أكسيد الكربون (البلازما هي الوسيلة الرئيسية لنقل المنتجات الإفرازية)، والأكسجين. تلعب دورًا حيويًا في التأثير التناضحي داخل الأوعية الدموية، مما يحافظ على توازن تركيز الكهارل ويحمي الجسم من العدوى واضطرابات الدم الأخرى.
تُفصل بلازما الدم عن الدم عن طريق تدوير أنبوب من الدم الطازج يحتوي على مضاد للتخثر في جهاز طرد مركزي حتى تسقط خلايا الدم في قاع الأنبوب. ثم تُسكَب أو تُسحَب البلازما. بالنسبة لتطبيقات اختبار نقاط الرعاية السريرية، يمكن استخلاص البلازما من الدم الكامل عن طريق الترشيح أو التراص للسماح بإجراء اختبار سريع لمؤشرات حيوية معينة. تبلغ كثافة بلازما الدم حوالي 1025 كغم/م مكعب أو 1.025 غ/مل لتر.
مصل الدم هو بلازما الدم بدون عوامل التخثر.
فصادة البلازما هي علاج طبي يشمل استخراج بلازما الدم وعلاجها وإعادتها إلى الجسم.
البلازما الطازجة المجمدة مدرجة في قائمة منظمة الصحة العالمية النموذجية للأدوية الأساسية، وهي أهم الأدوية اللازمة لنظام صحي أساسي. يُعتبر وجودها أمر مهم وحاسم في علاج العديد من أنواع الصدمات التي تؤدي إلى فقدان الدم، وبالتالي تُخزّن عالميًا في جميع المرافق الطبية القادرة على علاج الصدمات (مثل مراكز الصدمات والمستشفيات وسيارات الإسعاف) أو التي تشمل خطر فقدان دم المريض مثل مرافق الأجنحة الجراحية.

## الحجم
يمكن زيادة حجم بلازما الدم أو تصريفها إلى سائل خارج الأوعية الدموية عند وجود تغيرات في قوى الضغط الحلولي عبر جدران الشعيرات الدموية. فمثلًا عندما ينخفض ضغط الدم في حالة الصدمة الدورانية، ستدفع قوى الضغط السائل الموجود في الأوعية الدموية إلى النسيج الخلالي، مسببة حيّزًا ثالثًا.[بحاجة لمصدر]
الوقوف بثبات لفترة طويلة سيؤدي إلى زيادة الضغط الهيدروستاتيكي عبر الشعيرات الدموية. ونتيجة لذلك، فإن حوالي 12% من حجم بلازما الدم سوف ينتقل إلى الحيز خارج الأوعية الدموية. سيسبب ذلك زيادة في الهيماتوكريت، والبروتين الكلي في الدم، ولزوجة الدم، ونتيجة لزيادة تركيز عوامل التخثر، سيسبب أهبة فرط تخثر الانتصاب.

## بروتينات البلازما

### الألبومينات
الألبومينات هي بروتينات البلازما الأكثر شيوعًا، وهي المسؤولة عن الحفاظ على ضغط الدم الأسموزي. بدون الألبومين، سيكون تناسق الدم أقرب إلى الماء. تمنع لزوجة الدم المتزايدة السوائل من دخول مجرى الدم من خارج الشعيرات الدموية. يصنع الكبد الألبومينات في حال سلامة الخلايا الكبدية.

### الغلوبيولينات
الغلوبولينات هي ثاني أكثر أنواع البروتين شيوعًا في بلازما الدم. تشمل الغلوبيولينات المهمة الغلوبولينات المناعية الهامة لعمل جهاز المناعة وهرمونات النقل والمركبات الأخرى في جميع أنحاء الجسم.

### الفبرينوجين
تشكل بروتينات الفيبرينوجين معظم البروتينات المتبقية في الدم. الفيبرينوجينات مسؤولة عن تخثر الدم للمساعدة في منع فقدانه.

## لون البلازما
عادة ما تكون البلازما صفراء اللون نتيجة لاحتوائها على البيليروبين والكاروتينات والهيموغلوبين والترانسفيرين. في الحالات غير الطبيعية، قد تأخذ البلازما درجات متفاوتة من اللون البرتقالي أو الأخضر أو البني. قد يكون اللون الأخضر بسبب السيرولوبلازمين أو السلفيموغلوبين. قد تتشكل مواد أخرى بسبب الأدوية القادرة على تكوين السلفوناميدات بمجرد تناولها (انظر سلفهيموغلوبين الدم). يمكن أن يظهر اللون البني الداكن أو المحمر بسبب انحلال الدم، إذ يتحرر الميتهيموغلوبين من خلايا الدم المدمرة (انظر الميتهيموغلوبين الدم). عادةً ما تكون البلازما شفافة نسبيًا، ولكن في بعض الأحيان قد تكون غير شفافة. تنتج قلة الشفافية عادة عن ارتفاع محتوى الدهون مثل الكوليسترول والدهون الثلاثية (انظر فرط شحميات الدم).

## تاريخيًا
كانت البلازما معروفة بالفعل عندما وصفها ويليام هارفي في كتابه دي مورتو كورديس عام 1628، ولكن من المحتمل أن تمتد معرفتها إلى زمن فيزاليوس (1514-1564). اكتشاف ويليام هينسون للفبرينوجين عام 1770 سهّل دراسة البلازما، إذ تنشط عوامل التخثر عند ملامستها لسطح غريب (شيء آخر غير البطانة الوعائية) ويحدث التجلط بسرعة، مما يحبس كرات الدم الحمراء ومركبات أخرى في البلازما ويمنع انفصال البلازما عن الدم. تعد إضافة السيترات ومضادات التخثر الأخرى تقدمًا حديثًا نسبيًا. عند تكوين الجلطة، فإن السائل الصافي المتبقي (إن وجد) هو المصل، وهو في الأساس بلازما بدون عوامل التخثر.[بحاجة لمصدر]
اقترح جوردون ر. استخدام بلازما الدم كبديل للدم الكامل ولأغراض نقل الدم في مارس 1918، في أعمدة المراسلات في المجلة الطبية البريطانية. طُوّرت «البلازما المجففة» على شكل مسحوق، واستخدمت لأول مرة في الحرب العالمية الثانية. قبل تدخل الولايات المتحدة في الحرب، استُخدمت البلازما السائلة والدم الكامل.[بحاجة لمصدر]

### أصل فصادة البلازما
أسس الدكتور خوسيه أنطونيو غريفولز لوكاس، عالم من فيلانوفا إي لا جيلترو، إسبانيا، معامل لابوراتوريوس غريفولز في عام 1940. كان الدكتور غريفولز رائدًا في تقنية هي الأولى من نوعها تسمى فصادة البلازما، إذ تُعاد خلايا الدم الحمراء إلى جسم المتبرع فور فصل بلازما الدم. ما تزال هذه التقنية قيد التطبيق حتى يومنا هذا، بعد مرور حوالي 80 عامًا. في عام 1945، افتتح الدكتور غريفولز أول مركز للتبرع بالبلازما في العالم. بعد ثلاثة عشر عامًا من افتتاح المركز، توفي الدكتور غريفولز بشكل غير متوقع عن عمر يناهز 41 عامًا بسبب سرطان الدم.

### الدم من أجل بريطانيا
كان برنامج «الدم من أجل بريطانيا» خلال أوائل الأربعينيات من القرن الماضي ناجحًا للغاية (وشائعًا في الولايات المتحدة) بناءً على مساهمة تشارلز درو. بدأ مشروع كبير في أغسطس 1940 لجمع الدم في مستشفيات مدينة نيويورك لتصدير البلازما إلى بريطانيا. عين درو مشرفًا طبيًا على مشروع «بلازما لبريطانيا».
ومع ذلك، اتُّخذ القرار لتطوير عبوة بلازما جافة للقوات المسلحة لأنها ستقلل من الكسر وتجعل النقل والتعبئة والتخزين أبسط بكثير. جاءت عبوة البلازما المجففة الناتجة في علبتين من الصفيح تحتوي على 400 سم مكعب. احتوت زجاجة واحدة على كمية كافية من الماء المقطر لإعادة تكوين البلازما المجففة الموجودة داخل الزجاجة الأخرى. في حوالي ثلاث دقائق، ستكون البلازما جاهزة للاستخدام ويمكن أن تبقى طازجة لمدة أربع ساعات تقريبًا. عمل برنامج الدم من أجل بريطانيا بنجاح لمدة خمسة أشهر، إذ تبرع حوالي 15000 شخص بالدم، مع أكثر من 5500 قارورة من بلازما الدم.
بعد مشروع تزويد بريطانيا ببلازما الدم، عُين درو مديرًا لبنك الدم التابع للصليب الأحمر ومساعد مدير المجلس القومي للبحوث، وكان مسؤولًا عن جمع الدم لجيش الولايات المتحدة والبحرية. جادل درو ضد توجيه القوات المسلحة بأن الدم/البلازما يجب أن تُصنّف بحسب جنس المتبرع. أصر درو على أنه لا يوجد فرق عرقي في دم الإنسان وأن السياسة ستؤدي إلى وفيات لا داعٍ لها، إذ سينتظر الجنود والبحارة دماء «نفس العرق».
في نهاية الحرب، كان الصليب الأحمر الأمريكي قد وفر ما يكفي من الدم لأكثر من ستة ملايين عبوة بلازما. أُعيدت معظم البلازما الفائضة إلى الولايات المتحدة للاستخدام المدني. حل ألبومين المصل محل البلازما المجففة للاستخدام القتالي خلال الحرب الكورية.

## لمحة عامة
يتكون الدم من عناصر صلبة، وسائل تسبح فيه هذه العناصر يطلق عليه البلازما أو بلازما الدم، ويجب تفرقة البلازما عن مصل الدم أو الـ Serum، فمصل الدم هو عبارة عن البلازما منزوعة منه عوامل التخثر،أما العناصر الصلبة فتشمل ما يلي:
- خلايا الدم الحمراء
- خلايا الدم البيضاء
- الصفائح الدموية

## وظيفة بلازما الدم
- نقل المواد الغذائية اللازمة للخلية من مكان الامتصاص أو التصنيع إلى الأماكن المختلفة من الجسم.
- نقل نواتج عملية الاستقلاب أو الأيض.

## مكونات بلازما الدم
كما قلنا، فإن البلازما عبارة عن سائل يحتوي على مواد ذات أوزان جزيئية عالية أو منخفضة والتي تكون حوالي 10% من حجمه، حيث أنها تتكون من:
| أيون     | المعدل الطبيعي (mEq.L−1) |
| -------- | ------------------------ |
| صوديوم   | 135–145                  |
| بوتاسيوم | 3.6–5.1                  |
| كلوريد   | 95–105                   |
| كالسيوم  | 2.0                      |

- الماء: نسبته (92%) من حجمها.اهميته : مذيب لبعض المواد - نقل المواد العضوية والغير العضوية -الحفاظ على درجة حرارة الجسم.
- بروتينات البلازما: تكوّن ما مقداره 7% من حجم البلازما مثل:ألبيومين(60%),وغلوبيولين(35%),وفيبرينوجين(4%),وبروتينات أخرى حوالي(1%),مثل الانزيمات والهرمونات.أهميتها:-تخثر الدم -تنظم عمليات الايض - الدفاع عن الجسم - الحفاظ على الضغط الاسموزي.
- الأيونات غير العضوية مثل:البايكربونات، الكلور، الفوسفات,

الكالسيوم، الصوديوم، المغنيسيوم، البوتاسيوم.أهميتها:الحفاظ على الضغط الاسموزي - الحفاظ على الرقم الهيدروجيني (PH).
- مواد عضوية أخرى مثل: الكربوهيدرات وخاصة الغلوكوز، والدهون، والحموض الامينية، وحمض

اللاكتيك، والكوليسترول.أهميتها :تستخدم لإنتاج الطاقة (ATP) اللازمة للخلايا والنمو.
- غازات مذابة.أهميتها : التنفس الخلوي
- الفضلات النتروجينية مثل: اليوريا، وحمض البوليك، وأيونات الامونيوم.

## بروتينات البلازما
- الألبومين أو بالانجيلزية Albumin
- الجلوبولين أو بالإنجليزية Globulin
- البروتينات الدهنية أو بالإنجليزية Lipoprotein.
- البروتينات التي تساهم في تخثر الدم أو الفيبرينوجين

وتكمن أهمية معرفة تركيز البروتينات في بلازما الدم (الوضع الطبيعي بين 7 و 7.5 جرام لكل ديسيلتر) في أنه في حالة انخفاضها فإنها تدل على سوء في التغذية، أو مرض يصيب الكبد.

## فصل بروتينات بلازما الدم
هناك عدة طراءق لفصل بروتينات بلازما الدم:
- طريقة الفصل بالتمليح (بالإنجليزية: salting out)‏ وتعتمد هذه الطريقة على دراسة خواص بروتينات البلازما من حيث الذائبية، بحيث أن الأحماض الأمينية المكونة للبروتينات بعضها مركبات ذات قطبية، وهذه الصفة هي التي تحدد ذائبيتها. في طريقة ال Salting Out يعمد إلى إلغاء القطبية، مما يؤدي إلى منع ذوابان البروتين وبالتالي إلى ترسبه.
- طريقة استخدام الأجسام المضادة: حيث يتم تكوين أجسام مضادة باتجاه بروتينات معينة من الدم.
- طريقة الفصل الكهربي (بالإنجليزية: Electrophoresis)‏.